# Magnedens

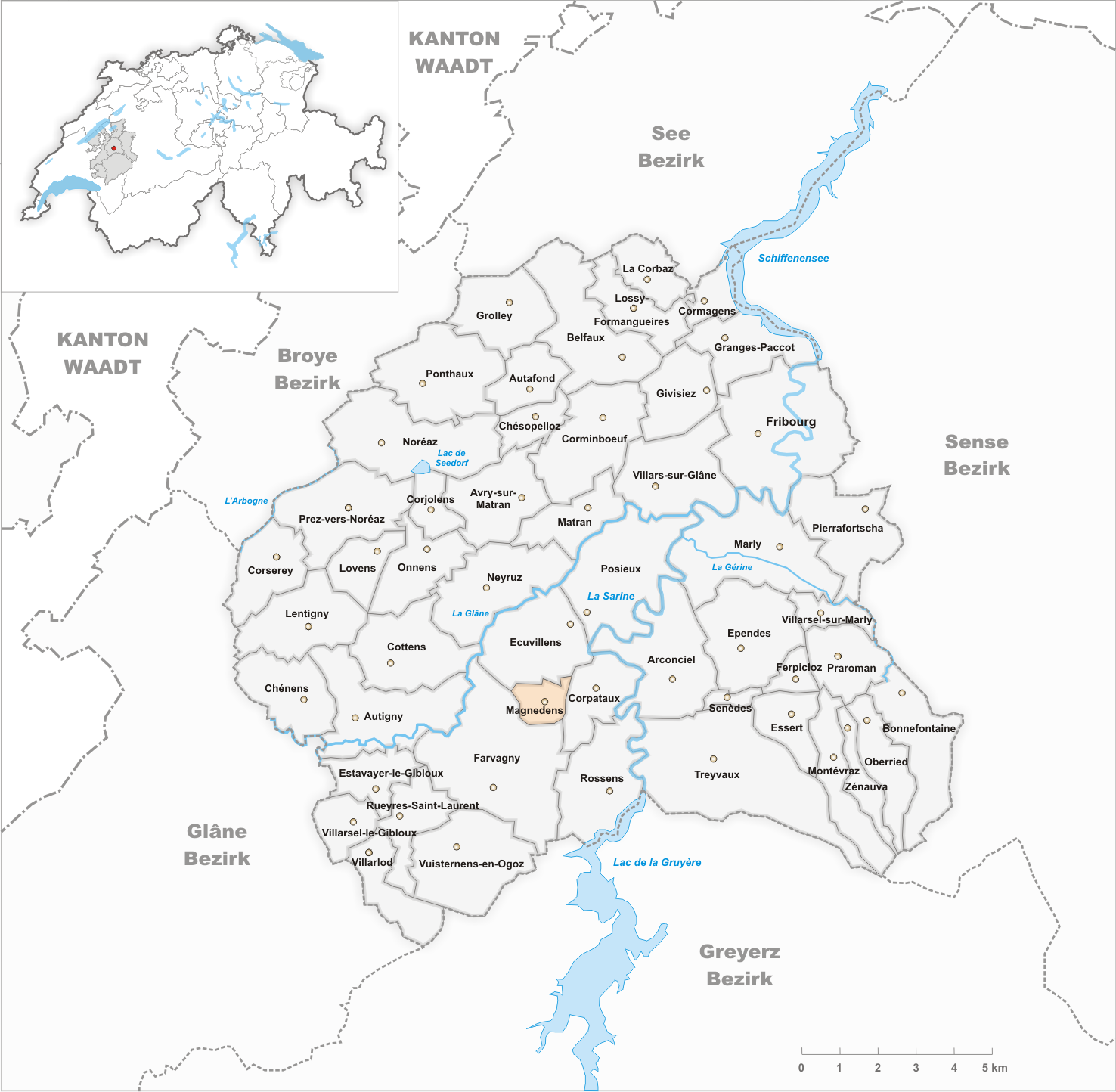
Gemeindestand vor der Fusion am 1. Januar 1999

Magnedens ist ein Dorf und eine ehemalige Gemeinde des Bezirks Saane des Kantons Freiburg in der Schweiz. Auf den 1. Januar 1999 wurde die Gemeinde mit der ehemaligen Gemeinde Corpataux zur Gemeinde Corpataux-Magnedens fusioniert. Seit 2016 gehört das Dorf zur Gemeinde Gibloux.

## Geographie
Magnedens liegt auf 707 m ü. M., zehn Kilometer südwestlich der Kantonshauptstadt Freiburg (Luftlinie). Das Dorf liegt auf dem Molasseplateau nördlich der Ebene Les Dailles, westlich von Corpataux und der Autobahn A12; ehemalige Gemeindefläche von 1,30 km².

## Bevölkerung
Mit 90 Einwohnern (1990) zählte Magnedens vor der Fusion zu den kleinsten Gemeinden des Kantons Freiburg. 1941 wurde in der Gemeinde der Höchststand von 110 Einwohnern registriert. In den nächsten 30 Jahren ging die Einwohnerzahl deutlich zurück (1970: 64 Bewohner), um dann wieder anzusteigen.
Einwohnerzahlen: Volkszählungsdaten
1990 waren 80 % der Einwohner von Magnedens französischer, 17 % deutscher Muttersprache.

## Wirtschaft
Magnedens lebt noch heute von der Landwirtschaft, insbesondere vom Ackerbau, vom Obstbau, der Milchwirtschaft und der Viehzucht. 

## Verkehr
Die ehemalige Gemeinde ist verkehrsmässig recht gut erschlossen. Sie liegt nur wenig neben der alten Hauptstrasse von Freiburg nach Bulle. Der nächste Anschluss an die Autobahn A12 (Bern–Vevey), die das Gemeindegebiet durchquert, befindet sich rund vier Kilometer vom Ortskern entfernt. Durch die Autobuslinien der Transports publics Fribourgeois, die von Freiburg nach Bulle beziehungsweise nach Farvagny führen, ist Magnedens an das Netz des öffentlichen Verkehrs angebunden. Ab 1913 wurde Magnedens ausserdem durch die Gleislose Bahn nach Freiburg, einem frühen Trolleybusbetrieb, bedient. Sie wurde 1916 nach Farvagny-le-Grand verlängert und schliesslich 1932 durch eine Autobuslinie ersetzt.

## Geschichte
Die Gemeinde wird 1156 als Manoldens, 1229 Magnoudeins erwähnt, dt. früher Magnedingen. Ein Tumulus befindet sich im Wald La Tailla. Magnedens gehörte 1143 zur Herrschaft Arconciel, die 1475 von Bern und Freiburg erobert wurde. Der Johanniterorden besass möglicherweise schon 1156 bzw. vor 1173 eine Komturei in Magnedens, die aber 1229 aufgehoben und von der Komturei Freiburg übernommen wurde. Ebenfalls Besitz in Magnedens hatte das nahe gelegene Kloster Hauterive. Magnedens kam 1484 zur Vogtei Illens, gehörte 1798–1847 zum Bezirk Freiburg und wurde 1848 dem Saanebezirk zugeteilt. Magnedens, das keine eigene Kirche besitzt, war früher Teil der Pfarrei Ecuvillens und bildet seit 1907 zusammen mit Corpataux eine Pfarrei. Eine Zusammenarbeit mit Corpataux erfolgte bereits 1954 bei der Wasserversorgung und Kanalisation und ab 1962 im Schulwesen. In der Nähe des Dorfes führt die A12 vorbei; das Ortsbild hat seinen bäuerlichen Charakter behalten.